# The Fame
The Fame — дебютний альбом американської виконавиці Леді Ґаґи, який випустила компанія Interscope Records у серпні 2008 року, спочатку в Канаді та європейських країнах. Нова версія платівки зі зміненим трек-листом вийшла в Австралії 15 листопада 2008 року, у США — 28 жовтня 2008 року та у Великій Британії 12 січня 2009 року. Альбом був загалом позитивно оцінений критиками й отримав 71 бал від Metacritic. Основна тема альбому — це те, що кожна людина може почуватися зіркою.
Альбом посів перше місце у таких країнах, як Сполучене Королівство, Канада та Ірландія. У Сполучених Штатах альбом досяг другого рядка Billboard 200 та очолив чарт Billboard Top Electronic Albums. У всьому світі станом на 2016 рік альбом розійшовся тиражом понад 18 000 000 копій (включно з перевиданням під назвою The Fame Monster EP) . Перші два сингли з альбому «Just Dance» і «Poker Face», стали всесвітніми хітами.
2 грудня 2009 року The Fame був номінований на «Греммі» та виграв у категорії «Найкращий танцювальний запис» за хіт-сингл «Poker Face». Платівка була номінована на «Альбом року» та здобула премію за найкращий електронний/танцювальний альбом на 52-й премії «Греммі». 16 лютого 2010 року на британській премії Brit Awards його було названо найкращим міжнародним альбомом.

## Запис й композиція
Співачка заявила в інтерв'ю MTV UK, що працювала над альбомом протягом двох з половиною років і завершила роботу над його половиною у перший тиждень січня 2008 року. Протягом роботи над альбомом Леді Ґаґа співпрацювала з різними продюсерами, такими як RedOne, Martin Kierszenbaum та Rob Fusari. Пісні, переважно натхненні любов'ю до слави, багатого і знаменитого способу життя, візуалізували саму співачку. Окрім написання текстів, Ґаґа працювала також й над мелодіями та синтезатором разом із продюсером RedOne.
У музичному плані альбом натхненний 1970-ми роками, а також глем-рок музикантами, такими як David Bowie і Queen.

## Просування

### Виступи
Для просування альбому співачка дала кілька виступів в усьому світі. Її перша поява на телебаченні відбулася на церемонії вручення премії Logo's NewNowNext 7 червня 2008 року. Вона також виступала на Berlin Fashion Week, на шоу So You Think You Can Dance, Jimmy Kimmel Live!, The Tonight Show with Jay Leno,  а також у В'єтнамі на 57-му конкурсі краси «Міс Всесвіт» під час конкурсу купальників.

### Використання пісень в ЗМІ
Три пісні з The Fame були використані у другому сезоні серіалу Пліткарка CW: «Paparazzi» в епізоді «Summer, Kind of Wonderful», «Poker Face» в «The Serena Also Rises» і «Money Honey» у «Remains of the J».

### Тур
Альбом отримав подальше просування завдяки першому концертному туру Ґаґи The Fame Ball Tour, який розпочався 12 березня 2009 року в Сан-Дієго, Каліфорнія. Квитки також роздавали з благодійної метою. Ґаґа запланувала альтернативні версії шоу для різних місць.
Шоу складалося з чотирьох сегментів, після кожного сегменту йшла відеоінтерлюдія. Сет-лист складався лише з пісень із The Fame. Альтернативний сет-лист з незначними змінами було виконано для певних виступів у Європі. Ґаґа також представила неопубліковану пісню під назвою «Future Love» на деяких виступах.
Шоу отримало позитивну оцінку критиків: вони похвалили чіткість її вокалу, відчуття моди, здатність виконувати театральні дії, як професійний артист.

## Сингли
«Just Dance» вийшов як сингл у всьому світі 17 червня 2008 року через Digital Distribution. Пісня досягла успіху в Сполучених Штатах, Австралії, Канаді, Ірландії, Нідерландах та Великій Британії, а також потрапила до першої десятки в багатьох інших країнах. Пісня була номінована на премію «Греммі» в категорії «Найкращий танцювальний запис», але програла дуету Daft Punk і їхній пісні «Harder, Better, Faster, Stronger».
«Poker Face» вийшов як другий сингл з альбому. Його також добре сприйняли критики. Сингл виявився успішнішим, ніж «Just Dance», оскільки посів перше місце майже у всіх країнах світу. «Poker Face» став другим треком номер один у чарті Hot 100 2 грудня 2009 року й отримав три номінації на «Греммі» такі як «Пісня року», «Запис року» та «Найкращий танцювальний запис».
«Eh, Eh (Nothing Else I Can Say)» став третім синглом в Австралії, Новій Зеландії, Швеції та Данії та четвертим у Франції. Пісня отримала неоднозначні відгуки. Деякі критики порівнювали пісню з дев'яностими, а інші критикували її за набридливість. Сингл не досяг першої позиції.
«LoveGame» вийшов третім синглом у США, Канаді та кількох європейських країнах. Як четвертий сингл він вийшов в Австралії, Новій Зеландії та Великобританії. Пісню хвалили за його мелодію та незвичайний текст. Пісня потрапила в десятку кращих в США, Канаді та Австралії.
«Paparazzi» вийшов третім синглом у Великобританії та Ірландії 6 липня 2009 року та п'ятим синглом у решті Європи. Найвпізнаванішою піснею з альбому критики визнали саме її.

## Комерційний успіх альбому
Випущений в 2008 році The Fame тільки на початку 2009 року потрапив у російський топ 25 альбомів, досягнувши 7 позиції і отримавши золотий статус через 2 тижні після дебюту в чарті. У наш час[який?] тираж альбому перевищив позначку в 20.000 копій, отримавши платиновий сертифікат.
У США альбом досяг 4 позиції в чарті Billboard 200. На липень 2009 року тираж перевищив 1.000.000 копій і альбому визначено платиновий статус. У березні 2010 року альбому визначено тричі платиновий статус, з тиражем більше 3-х мільйонів копій.
У Великій Британії альбом очолював чарт 4 тижні, а тираж перевищив позначку в 600.000 копій. На кінець 2009 року було продано більше 1 мільйона 200 тисяч копій альбому.

## Перевидання альбому(The Fame Monster)
The Fame Monster — це перевидання The Fame, випущене 18 листопада 2009 року. Спочатку воно планувалося як частина делюкс видання The Fame, але пізніше лейбл Interscope вирішив випустити вісім нових пісень як окремий мініальбом на окремих територіях. Рішення було також пов'язане з тим, що Ґаґа вважала, що альбоми були концептуально різними, описуючи їх як інь і ян.
Делюкс видання альбому містить пісні як з The Fame, так і з The Fame Monster.  Альбом присвячений темній стороні слави, яку Ґаґа пережила протягом 2008—2009 років і виразила її через метафору монстра. Обкладинку створив Хеді Сліман. Композиція альбому натхненна готичною музикою та модними показами.  Сучасні критики дали здебільшого позитивні відгуки, більшість із яких похвалила пісні «Bad Romance», «Telephone», «Dance in the Dark» і «Monster».

## Список композицій
| Канадське і оригінальне міжнародне видання | Канадське і оригінальне міжнародне видання           | Канадське і оригінальне міжнародне видання | Канадське і оригінальне міжнародне видання | Канадське і оригінальне міжнародне видання |
| #                                          | Назва                                                | Автор                                      | Продюсери                                  | Тривалість                                 |
| ------------------------------------------ | ---------------------------------------------------- | ------------------------------------------ | ------------------------------------------ | ------------------------------------------ |
| 1.                                         | «Just Dance» (за участю Colby O'Donis)               | Леді Ґаґа, RedOne, Akon                    | RedOne                                     | 4:02                                       |
| 2.                                         | «LoveGame»                                           | Леді Ґаґа, RedOne                          | RedOne                                     | 3:31                                       |
| 3.                                         | «Paparazzi»                                          | Леді Ґаґа, Rob Fusari                      | Fusari                                     | 3:28                                       |
| 4.                                         | «Beautiful, Dirty, Rich»                             | Леді Ґаґа, Fusari                          | Fusari                                     | 2:52                                       |
| 5.                                         | «Eh, Eh (Nothing Else I Can Say)»                    | Леді Ґаґа, Martin Kierszenbaum             | Kierszenbaum                               | 2:55                                       |
| 6.                                         | «Poker Face»                                         | Леді Ґаґа, RedOne                          | RedOne                                     | 3:57                                       |
| 7.                                         | «The Fame»                                           | Леді Ґаґа, Kierszenbaum                    | Kierszenbaum                               | 3:42                                       |
| 8.                                         | «Money Honey»                                        | Леді Ґаґа, RedOne, Bilal Hajji             | RedOne                                     | 3:06                                       |
| 9.                                         | «Again Again»                                        | Леді Ґаґа, Fusari                          | Fusari                                     | 3:05                                       |
| 10.                                        | «Boys Boys Boys»                                     | Леді Ґаґа, RedOne                          | RedOne                                     | 3:21                                       |
| 11.                                        | «Brown Eyes»                                         | Леді Ґаґа, Fusari                          | Fusari                                     | 4:03                                       |
| 12.                                        | «Summerboy»                                          | Леді Ґаґа, Brian Kierulf, Josh Schwartz    | Brian & Josh                               | 4:14                                       |
| 13.                                        | «I Like It Rough» (Канадський бонус-трек для iTunes) | Леді Ґаґа, Kierszenbaum                    | Kierszenbaum                               | 3:22                                       |
| 42:15                                      |                                                      |                                            |                                            |                                            |

## Чарти і сертифікації
| Чарт (2008-11)                  | Найвища позиція |
| ------------------------------- | --------------- |
| Australian Albums Chart         | 3               |
| Austrian Albums Chart           | 1               |
| Belgian Albums Chart (Фландрія) | 4               |
| Belgian Albums Chart (Валлонія) | 8               |
| Brazilian Albums Chart          | 15              |
| Canadian Albums Chart           | 1               |
| Czech Albums Chart              | 2               |
| Danish Albums Chart             | 2               |
| Dutch Albums Chart              | 12              |
| European Top 100 Albums         | 1               |
| Finnish Albums Chart            | 3               |
| French Albums Chart             | 2               |
| German Albums Chart             | 1               |
| Greek Albums Chart              | 2               |
| Hungarian Albums Chart          | 2               |
| Irish Albums Chart              | 1               |
| Italian Albums Chart            | 13              |
| Japanese Albums Chart           | 6               |
| Mexican Albums Chart            | 2               |
| New Zealand Albums Chart        | 2               |
| Norwegian Albums Chart          | 4               |
| Polish Albums Chart             | 1               |
| Portuguese Albums Chart         | 3               |
| Russian Albums Chart            | 5               |
| Spanish Albums Chart            | 3               |
| Swedish Albums Chart            | 15              |
| Swiss Albums Chart              | 1               |
| UK Albums Chart                 | 1               |
| US Billboard 200                | 2               |
| US Dance/Electronic Albums      | 1               |

| Країна          | Статус               |
| --------------- | -------------------- |
| Австралія       | 3× Платиновий        |
| Австрія         | 4× Платиновий        |
| Бельгія         | 2× Платиновий        |
| Бразилія        | 2× Платиновий        |
| Велика Британія | 4× Платиновий        |
| Угорщина        | 2× Платиновий        |
| Німеччина       | 9× Золотий           |
| Греція          | Платиновий           |
| Данія           | Платиновий           |
| Європа          | 2× Платиновий        |
| Ірландія        | 9× Платиновий        |
| Іспанія         | Платиновий           |
| Італія          | Золотий              |
| Канада          | 7× Платиновий        |
| Мексика         | Платиновий + Золотий |
| Нова Зеландія   | 5× Платиновий        |
| Норвегія        | Золотий              |
| Польща          | 3× Платиновий        |
| Португалія      | Платиновий           |
| Росія           | 4× Платиновий        |
| США             | 3× Платиновий        |
| Фінляндія       | Платиновий           |
| Франція         | Діамантовий          |
| Швейцарія       | 4× Платиновий        |
| Швеція          | Золотий              |
| Японія          | 3× Платиновий        |

## Хронологія релізу
| Країна          | Дата випуску    | Формат                                          | Лейбл                                        |
| --------------- | --------------- | ----------------------------------------------- | -------------------------------------------- |
| Канада          | 19 серпня 2008  | CD, LP, цифрова дистрибуція                     | Universal Music                              |
| Австралія       | 5 вересня 2008  | CD, цифрова дистрибуція (стандартна версія)     | Universal Music                              |
| Австралія       | 28 жовтня 2008  | CD, цифровая дистрибуция (международная версия) | Universal Music                              |
| США             | 28 жовтня 2008  | CD, LP, цифровая дистрибуция                    | Streamline, Kon Live, Interscope, Cherrytree |
| Італія          | 31 жовтня 2008  | CD, цифрова дистрибуція (стандартна версія)     | Universal Music                              |
| Італія          | 30 січня 2009   | CD, цифрова дистрибуція (міжнародна версія)     | Universal Music                              |
| Німеччина       | 2 грудня 2008   | CD, цифрова дистрибуція                         | Universal Music                              |
| Велика Британія | 12 січня 2009   | CD, цифрова дистрибуція                         | Polydor                                      |
| Аргентина       | 16 лютого 2009  | CD                                              | Universal Music                              |
| ІспанІя         | 24 лютого 2009  | CD, цифрова дистрибуція                         | Universal Music                              |
| Бразилія        | 31 березня 2009 | CD                                              | Universal Music                              |
| Китай           | 4 травня 2009   | CD                                              | Universal Music                              |
| Японія          | 20 травня 2009  | CD                                              | Universal Music                              |
| Японія          | 22 липня 2009   | CD, DVD                                         | Universal Music                              |